# Sulpizio Shinzo Moriyama
Sulpizio Shinzo Moriyama (ur. 17 stycznia 1959 w Fukuoce) – japoński duchowny rzymskokatolicki, biskup Ōity od 2022.

## Życiorys

### Prezbiterat
Święcenia kapłańskie przyjął 21 marca 1988 r. Został inkardynowany do diecezji Fukuoka, gdzie pełnił funkcje: wikariusza parafii w Daimyo Cho (1988-1991) i Kokury (1991-1993); dyrektora Niższego Seminarium w Fukuoce (1993-1995); proboszcza w Oomuta (1995-2001), Tobacie (2001-2007), Nishijin (2007-2013) i w Kurume (2014-2017); przewodniczącego Diecezjalnego Komitetu Ewangelizacji (2015-2017). W latach 2017–2020 był odpowiedzialny za formację kandydatów w Seminarium Międzydiecezjalnym. Od 2020 roku był podsekretarzem Konferencji Episkopatu Japonii, a następnie jej sekretarzem generalnym. 

### Episkopat
5 kwietnia 2022 papież Franciszek mianował go biskupem Ōity. Sakry udzielił mu 3 lipca 2022 metropolita Nagasaki – arcybiskup Peter Michiaki Nakamura.